# Czynny żal
Czynny żal – zachowanie sprawcy przestępstwa polegające na dobrowolnym zaniechaniu jego dokonywania lub zapobieżeniu zamierzonemu skutkowi przestępczemu już w trakcie realizowania przestępstwa, co według ustaw karnych w wielu wypadkach pozwala na złagodzenie mu kary lub wręcz na całkowite uniknięcie przez niego odpowiedzialności karnej.

## Czynny żal w polskim prawie karnym
- Dobrowolne odstąpienie od usiłowania lub zapobieżenie bądź próba zapobieżenia skutkowi stanowiącemu znamię czynu – art. 15 kk
- Art. 17. § 1. Nie podlega karze za przygotowanie, kto dobrowolnie od niego odstąpił, w szczególności zniszczył przygotowane środki lub zapobiegł skorzystaniu z nich w przyszłości; w razie wejścia w porozumienie z inną osobą w celu popełnienia czynu zabronionego, nie podlega karze ten, kto nadto podjął istotne starania zmierzające do zapobieżenia dokonaniu.

§ 2. Nie podlega karze za przygotowanie osoba, do której stosuje się art. 15 § 1.
- Art. 23. § 1. Nie podlega karze współdziałający, który dobrowolnie zapobiegł dokonaniu czynu zabronionego.

§ 2. Sąd może zastosować nadzwyczajne złagodzenie kary w stosunku do współdziałającego, który dobrowolnie starał się zapobiec dokonaniu czynu zabronionego.
- Poniechanie działalności szkodliwej dla Rzeczypospolitej Polskiej (przygotowywania zamachu, działalności szpiegowskiej itp.) i ujawnienie wszystkich ważnych okoliczności czynu – art. 131 kk
- Powrót osoby odbywającej zastępczą służbę wojskową z dezercji w ciągu 14 dni od samowolnego opuszczenia miejsca służby – art. 146 kk
- Uchylenie zagrożenia dla życia lub zdrowia – art. 160 § 4 kk
- Uchylenie niebezpieczeństwa powszechnego (wzgl. katastrofy w ruchu lądowym, wodnym, powietrznym) – art. 169, 176 kk
- Uchylenie zagrożenia dla pracowników wynikającego z niewypełnienia obowiązku przez osobę odpowiedzialną za bezpieczeństwo i higienę pracy – art. 220 § 3 kk
- Sprostowanie fałszywego zeznania, opinii, tłumaczenia przed rozstrzygnięciem sprawy – art. 233 § 5. pkt. 2 kk
- Odstąpienie od udziału w związku przestępczym – art. 259 kk
- W przypadku kradzieży, przywłaszczenia, zniszczenia rzeczy – naprawienie szkody, zwrócenie nieuszkodzonego pojazdu, dobra kultury – art. 295 kk
- W przypadku wyrządzenia szkody przez nadużycie uprawnień lub niedopełnienie obowiązku przez osobę uprawnioną do prowadzenia spraw majątkowych lub działalności gospodarczej – naprawienie szkody – art. 296 § 5 kk
- W razie oszustwa ubezpieczeniowego – zapobieżenie wypłacie odszkodowania przed wszczęciem postępowania karnego – art. 298 § 2 kk
- W przypadku przestępstw gospodarczych z art. 296, 299-305 kk – naprawienie szkody w całości lub w znacznej części – art. 307 kk
- Powrót żołnierza z dezercji w ciągu 14 dni od opuszczenia jednostki lub wyznaczonego miejsca – art. 340 kk

### Czynny żal przy usiłowaniu
- Przy usiłowaniu nieukończonym: polega na dobrowolnym odstąpieniu od dokonania czynu zabronionego. Sprawca rezygnuje z wykonywania zamiaru popełnienia czynu zabronionego z przyczyn wewnętrznych, zdaje sobie sprawę z możliwości dokonania czynu, ale nie ma już zamiaru popełnienia czynu zabronionego. Rezygnacja może nastąpić pod wpływem osoby trzeciej, jeżeli sprawca nie musiał poddać się jej woli. Zaniechanie realizacji musi być ostateczne.
- Przy usiłowaniu ukończonym: polega na dobrowolnym zapobiegnięciu skutkowi. Sprawca wykonał wszystkie czynności prowadzące do realizacji znamion czynu zabronionego, ale dobrowolnie zapobiega skutkowi objętemu pierwotnym zamiarem. Dobrowolność ta polega na tym, że sprawca wie o możliwości nastąpienia skutku, ale w tym momencie już tego nie chce. Sprawca ma przez swoje działanie zapobiec skutkowi (może w tym celu posłużyć się innymi osobami). Działanie w celu odwrócenia skutku nie musi być podjęte natychmiast. W wypadku przestępstw chybionych, przy których skutek nie może nastąpić, ważne jest nastawienie psychiczne sprawcy. Jeżeli sprawcy, mimo podjętej akcji, nie udało się zapobiec skutkowi, możliwe jest nadzwyczajne złagodzenie kary.

### Czynny żal przy przygotowaniu
Wymaga:
- dobrowolnego odstąpienia od przygotowania – ostatecznej rezygnacji z zamiaru popełnienia czynu zabronionego,
- przy układzie jednoosobowym – zniszczenia przygotowanych środków lub zapobieżenia skorzystaniu z nich w przyszłości,
- przy układzie wieloosobowym – obejmuje dodatkowo starania zmierzające do zapobieżenia dokonaniu.

### Czynny żal przy współdziałaniu przestępczym
Wymaga:
- przy czynnym żalu skutecznym – aby sprawca dobrowolnie zapobiegł dokonaniu czynu zabronionego;
- przy czynnym żalu bezskutecznym – aby sprawca dobrowolnie starał się zapobiec dokonaniu czynu zabronionego.

Jeżeli inny współdziałający zapobiegł już dokonaniu, ten, który starał się zapobiec, pozostaje również bezkarny.